# Pyoderma gangraenosum
Pyoderma gangraenosum, ook wel dermatitis ulcerosa, is een ernstige en zeldzame huidaandoening waarbij er spontaan, of na minimaal trauma, zweren op de huid ontstaan. De aandoening kan variëren van mild tot ernstig. Hoewel de naamgeving en het klinische beeld doen denken aan een infectie, is daar geen sprake van. Ze komt in meer dan 50% van de gevallen voor bij patiënten die lijden aan chronische ontstekingsziekten, maar ook als op zichzelf staand fenomeen. Symptomen die vaak worden gevonden in combinatie met pyoderma gangraenosum zijn koorts, gelokaliseerde pijn, gewrichtspijnen en algehele malaise.
Zonder behandeling kunnen de (pustulaire) zweren snel groter worden, vermeerderen, onveranderd blijven of juist langzaam genezen, hoewel dit in het geval van onderliggende vaataandoeningen langer kan duren. Pyoderma gangraenosum wordt vaak (te) laat herkend, mede door de zeldzaamheid (1 op de 100.000) en de variatie in klinische presentatie. Het betreft mogelijk een afwijking van het immuunsysteem.
De aandoening wordt beschreven als een neutrofiele dermatose van de huid die vaak voorkomt in combinatie met een systemische ziekte, maar er zijn ook auteurs die suggereren dat pyoderma gangraenosum op zichzelf een systemische ziekte betreft. 
De prognose van pyoderma gangraenosum is onvoorspelbaar en onbehandeld is de aandoening potentieel levensbedreigend, aangezien ernstige secundaire infectie en sepsis ('bloedvergiftiging') kan optreden, waardoor 30% van de patiënten komt te overlijden.

## Klinisch beeld
Chronische zweren, die van omtrek kunnen variëren, in combinatie met een ondermijnde, livide en paarse wondrand en een purulente wondbasis in combinatie met pathergie van de (omliggende) huid zijn zeer kenmerkend voor pyoderma gangraenosum. De aandoening komt met name voor bij personen tussen de 40 en 50 jaar, maar het doet zich sporadisch voor bij adolescenten, en zeer zelden bij jonge kinderen. Er is mogelijk een genetische component.
De aandoening begint vaak als cluster van (steriele) pustels die veranderen in kleine zweren. Deze zweren groeien uiteindelijk samen, waarbij necrose optreedt van het centrale gebied (tussen de pustels), zodat er uiteindelijk één grote zweer ontstaat.
Klassieke vorm

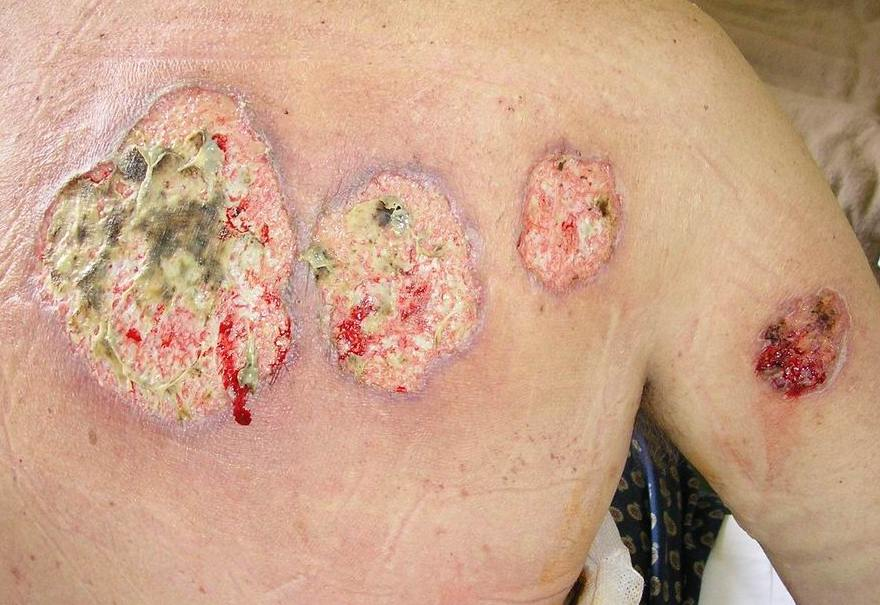
Klassiek pyoderma gangraenosum op het bovenlichaam van een patiënt, met paarse wondranden en ondermijning

Pyoderma gangraenosum veroorzaakt ontstekingen van de huid, waarbij de huid necrotisch wordt en er diepe zweren ontstaan. De klassieke vorm komt vooral aan de benen voor. De zweren lijken aanvankelijk op kleine rode bultjes, puistjes of insectenbeten maar verergeren tot chronische, diepe zweren die er purulent uitzien. Vaak hebben deze wonden een paarse, opstaande rand, en lijkt de wondrand ondermijnd.
De aandoening kan ook voorkomen op het bovenlichaam, het hoofd en de nek. Bij sommige patiënten komt het verschijnsel pathergie voor. Dat betekent dat de ziekte ook kan ontstaan op plekken waar ze verwondingen hebben gehad, of na een chirurgische ingreep.
Pustulaire vorm
De pustulaire vorm van pyoderma gangraenosum kenmerkt zich door pijnlijke pustels. Het wordt het vaakst gevonden op de extremiteiten. De pustels veranderen uiteindelijk in zweren. Het kan voorkomen als symptoom van een andere aandoening, meestal een inflammatoire darmziekte zoals colitis ulcerosa of de ziekte van Crohn.
Deze vorm is zeldzamer dan de klassieke vorm en is dus nog moeilijker te diagnosticeren.
Bulleuze vorm
De bulleuze vorm van pyoderma gangraenosum doet zich voor op de bovenste ledematen en het gezicht. Het komt minder vaak voor op de onderbenen. Het presenteert zich als bulleuze gebieden die zich snel verspreiden en waarbij de huid enigszins zweervorming kan vertonen, hoewel deze zweren oppervlakkiger zijn dan bij klassiek pyoderma gangraenosum. De prognose is slecht vanwege de associatie met maligniteiten van het bloed.
Vegetatieve vorm
Bij de vegetatieve vorm van pyoderma gangraenosum is er sprake van meer oppervlakkigere blaren die het vaakst voorkomen op de handen.

## Diagnostiek
Het stellen van de diagnose wordt vaak bemoeilijkt en vertraagd door overlappingen met andere huidaandoeningen. Er moet sprake zijn van neutrofiele infiltratie aangetoond door weefselonderzoek (biopsie), terwijl er bovendien aan vier of meer van de volgende criteria voldaan dient te zijn:
- Histologie: Een infectie moet uitgesloten zijn
- Pathergie: De zweer moet verschijnen op plekken waar een verwonding is opgetreden en daar ook buitengaan
- Er is een achtergrond van inflammatoire darmziekte of inflammatoire artritis
- Een voorgeschiedenis van een pustel of papule die snel verzwering vertoonde
- Klinische vaststelling of fotografisch bewijs van een omringend erytheem, ondermijnende rand en gevoeligheid van de zweren
- Meerdere ulceraties, waarvan ten minste één op de voorzijde van het onderbeen
- Atrofische littekenvorming (doet denken aan sigarettenpapier) op de plekken van genezen zweren
- Vermindering van de zweergrootte na toediening van immuunonderdrukkende medicatie

### Differentiële diagnose
Pyoderma gangraenosum wordt vaak verward met de volgende huidaandoeningen:
- Acne conglobata
- Bacteriële infectie
- Diabetische voet
- Ecthyma gangraenosum
- Furunculose
- Hidradenitis suppurativa
- Persisterende insectenbeten
- Morbus Behçet
- Mycobacteriële infectie
- Necrotiserende fasciitis
- Plaveiselcelcarcinoom
- Pyoderma vegetans
- Sweetsyndroom
- Ulceratieve erythema nodosum
- Vasculitis

## Onderliggende aandoeningen
Voorheen werd pyoderma gangraenosum gezien als een pathognomonisch symptoom van colitis ulcerosa, maar tegenwoordig wordt het ook geassocieerd met de ziekte van Crohn, coeliakie en darmkanker, vormen van leukemie, reumatoïde artritis, hepatitis, ankyloserende spondylitis, ziekte van Wegener, systemische lupus erythematodes en na een nier- of beenmergtransplantatie.
In de literatuur zijn ook gevallen beschreven waarbij pyoderma gangraenosum op zichzelf stond. Sommige auteurs suggereren dat dit te maken heeft met het feit dat artsen comfortabeler zijn geworden in het diagnosticeren van PG, terwijl andere auteurs weer geloven dat pyoderma gangraenosum een op zichzelf staande systemische aandoening is, aangezien deze ook andere organen kan aantasten: er zijn gevallen beschreven waarin pyoderma gangraenosum zich ook voordeed in het luchtwegenstelsel en in de mond.

## Behandeling
De belangrijkste behandeling is het aanpakken van de onderliggende ontstekingsziekte, als die er is. Vaak worden ontstekingsremmers zoals prednison gebruikt. Infliximab en Adalimumab kunnen mogelijk voor lange termijn worden gebruikt. Antibiotica zijn in ieder geval niet effectief, aangezien er geen sprake is van een bacteriële infectie. Er dient terughoudend te worden omgesprongen met chirurgische behandelingen vanwege het risico op pathergie.